# Kettil Karlsson (Vasa)
Kettil Karlsson (Vasa) (født 1433, død 11. august 1465) var søn af Karl Kristiernsson (Vasa) og Ebba Eriksdotter Krummedige. 
Han var biskop i Linköping fra 1459 til 1465,1465. Han var i 1464 leder af et oprør mod Christian 1.; sad en kort tid som rigsforstander men hjemkaldte 
i juli Karl Knutsson (Bonde) til embedet, men overtog det igen i februar 1465. 